# Forsträskhed
Forsträskhed is een dorp binnen de Zweedse gemeente Boden. Het eerste wat opvalt aan het dorp is de afwijkende schrijfwijze; verreweg de meeste aanduidingen worden als träsket gespeld. In vroeger tijden was de landbouw de grootste werkgever, inmiddels hebben forensen de overhand. Het dorp dat tot de gemeente Boden behoort is via de normale weg alleen te bereiken via Niemisel vanuit de gemeente Luleå. Vijf kilometer naar het noorden ligt aan het Forsträsket het kleinere Forträsk, de normale weg heeft haar eindpunt dan al bereikt; het dorpje is alleen bereikbaar via een eigen weg (onverharde weg).
Bestuurscentrum: Boden (tätort)
Tätort: Bodträskfors · Gunnarsbyn · Harads · Sävast · Unbyn · Vittjärv
Småort: Åbergstorp · Brännberg · Bredåker · Buddbyn · Degerbäcken · Lakaträsk · Österåker · Överstbyn · Skogså · Sörbyn · Svartbjörnsbyn · Svartlå
Overig: Abramsån · Åkerholmen · Aldernäs · Alträsk · Åskogen · Brobyn · Flarken · Forsnäs · Forsträskhed · Gemträsk · Gransjö · Heden · Hundsjö · Inbyn · Lassbyn · Lombäcken · Mjedsjön · Mockträsk · Nedre Flåsjön · Norra Svartbyn · Norriån · Notträsk · Övre Flåsjön · Råbäcken · Rågraven · Rasmyran · Rödingsträsk · Rörån · Sandträsk · Skogså · Storsand · Svartbäcken · Södra Harads · Valvträsk · Vändträsk · Vibbyn
Wijk Boden: Södra Svartbyn en Trångfors